# Reggie Hearn
Reggie Hearn, né le 14 août 1991, à Fort Wayne, dans l'Indiana, est un joueur américain de basket-ball. Il évolue au poste d'arrière.

## Palmarès
- Champion des Amériques 2017